# Partia Islamska (frakcja Chalisa)
Partia Islamska (pers حزب اسلامی, Hezb-e Islami) - kierowana przez Mohammada Junusa Chalisa, następnie przez Hadżiego Dina Mohammada, frakcja kontynuująca działalność podzielonej w 1979 roku Partii Islamskiej.

## Historia
Członkowie Partii Islamskiej walczyli przeciwko radzieckiej interwencji w Afganistanie, a następnie wzięli udział w I wojnie w Zatoce Perskiej, gdzie opowiedzieli się po stronie Kuwejtu. Wśród ich głównych dowódców byli m.in. Abdul Hak, Amin Wardak, Dżalaluddin Hakkani i założyciel Talibów, Mohammad Omar.
Po śmierci Chalisa w 2006 roku, wewnątrz partii miały miejsce spory o władzę między jego synem Anwarulem Hak Mudżahidem a gubernatorem Kabulu Dinem Mohammadem; ostatecznie władzę nad partią przejął Mohammad. Ta frakcja była wówczas popularna w prowincji Nangarhar.
W 2014 roku partia udzieliła w wyborach prezydenckich poparcie Aszrafowi Ghaniemu.